# 常願寺大橋
常願寺大橋（じょうがんじおおはし）は、富山県富山市の常願寺川の河口から3.1224㎞に架かる国道415号のトラス橋である。かつては国道8号の橋であった。1986年（昭和61年）12月9日に国道8号滑川富山バイパス水橋上砂子坂 - 水橋金尾新が開通した後は、国道415号に指定変更された。

## 沿革
天保河図によれば、市田袋と町袋の間に舟渡があった。1880年（明治13年）、芝草村に『聖人松渡し』（川幅93間＝約167.4m）を高瀬小舟で渡河した（人3錢を徴収）。
1893年（明治26年）2月、前年の常願寺川新可道開通に伴い現橋の下流約900mの野中と宮条の間に、富山県により橋長190.16間、幅員3間の木橋7『常願寺橋』が架橋された。その後、1919年（大正8年） - 1920年（大正9年）にかけて架け替えを行い、さらに1927年（昭和2年）11月15日に新橋の建設に着手、翌1928年（昭和3年）に旧木橋を撤去した上で同年5月19日に町袋 - 市田袋間に木桁橋（木造土橋）として架橋された。当時は上流の常盤橋と同時期に竣工したため、姉妹橋と言われていた。
現在の橋は1950年度（昭和25年度）対日援助見返り資金道路整備事業の指定を受けて着工し、1952年（昭和27年）10月に常願寺川で最初の永久橋として架け替えられたものである。1979年（昭和54年）には、現橋下流側に歩道橋が設置された。
1984年（昭和59年）から3か月かけて床板を全面的に取り壊し、IBグレーチング床板に交換、縦桁の増設も行った。

## 橋データ
常願寺橋（1928年架橋の橋梁）
- 橋の構造 - 木桁橋[12]
- 橋長 - 365.8 m[12]
- 幅員 - 5.5 m[12]
- 橋の構造 - 木桁橋[7]（木造土橋）[6]
- 工事費 - 83,800円[6]
- 着工 - 1927年（昭和2年）11月15日[6]
- 竣工 - 1928年（昭和3年）5月19日[7]（一部資料では同年5月18日[6]）

常願寺大橋（現橋梁）
- 左岸 - 富山県富山市町袋[2]
- 右岸 - 富山県富山市水橋市田袋[2]
- 道路の路線名 - 国道415号
- 橋の構造 - 曲弦ワーレントラス橋（6連）[12][13]（横河橋梁4連、松尾橋梁2連[6]）
- 橋長 - 365.5 m[8]
- 幅員 - 7.5 m[12]
- 所要資材 - セメント1,952噸、鋼材1,451噸、木材116石[8]
- 橋脚 - 井筒ケーソン深さ15m、長径14m、短径5m、壁厚0.7m[13]
- 橋台 - 井筒ケーソン深さ14m、長径14.5m、短径5m、壁厚0.7m[13]
- 工事費 - 205,000,000円[8]
- 施工者 - 林建設工業[8]
- 着工 - 1950年（昭和26年）11月[8]（一部資料では1951年（昭和26年）11月着工となっている[14]）
- 竣工 - 1952年（昭和27年）10月11日[6]
- 開通 - 1952年（昭和27年）10月17日[8][14][6]
- 歩道橋 - 延長360m、幅員2.5m、工費240,000,000円（1979年（昭和54年）11月3日竣工）[10]。